# Arquitectura de Camboya

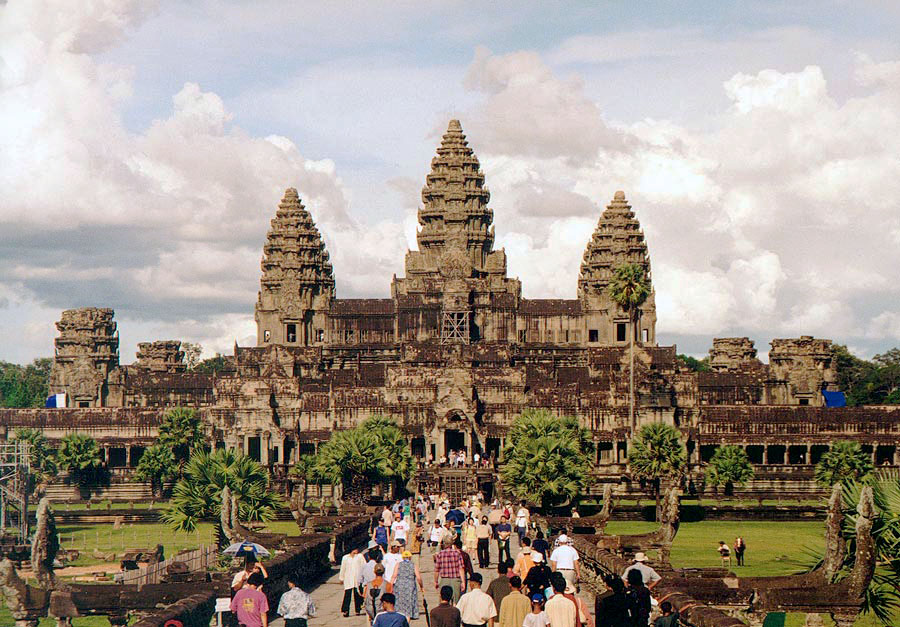
Templo de Ankor Wat

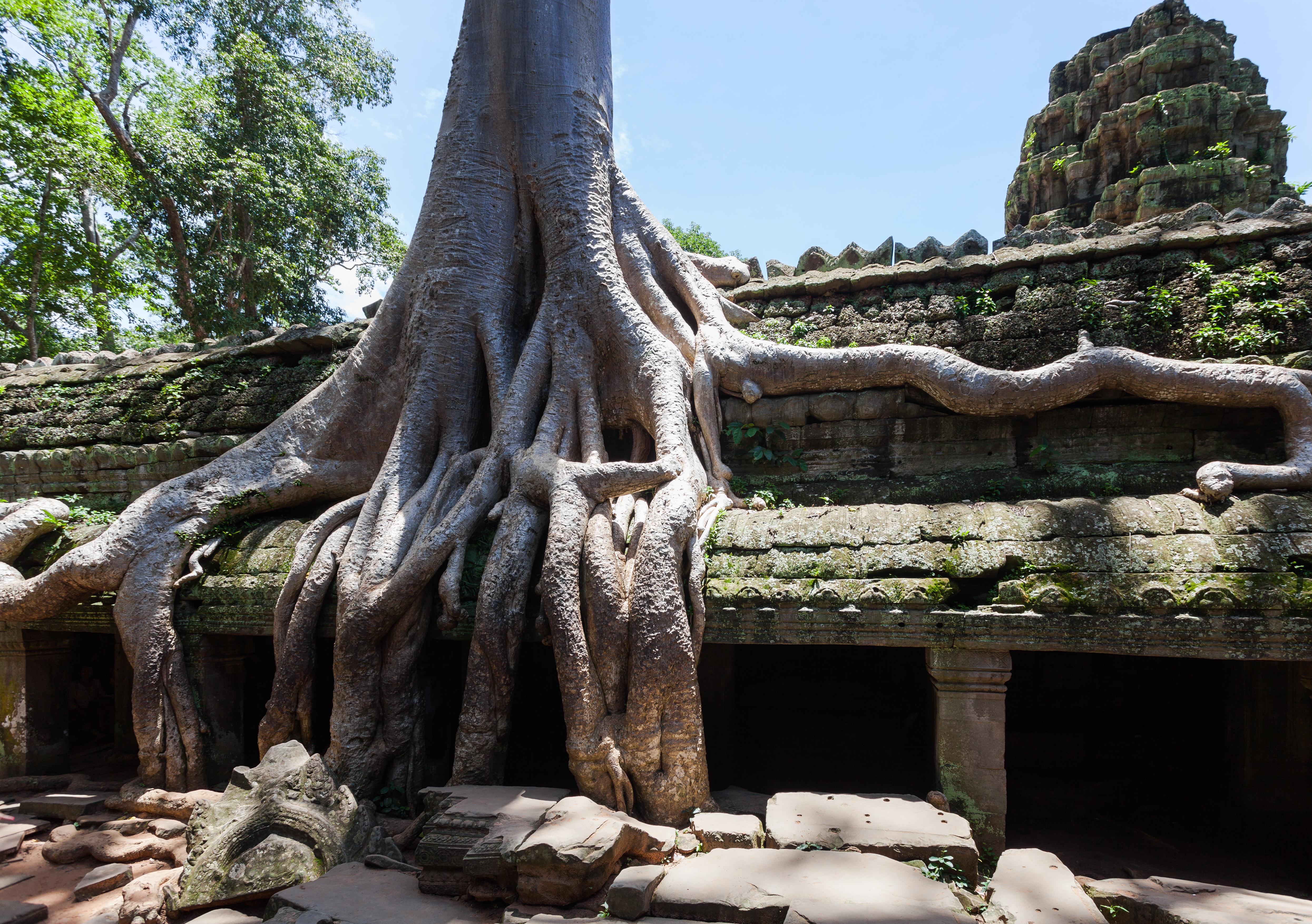
Un "spung" creciendo sobre una galería del templo de Ta Prohm.

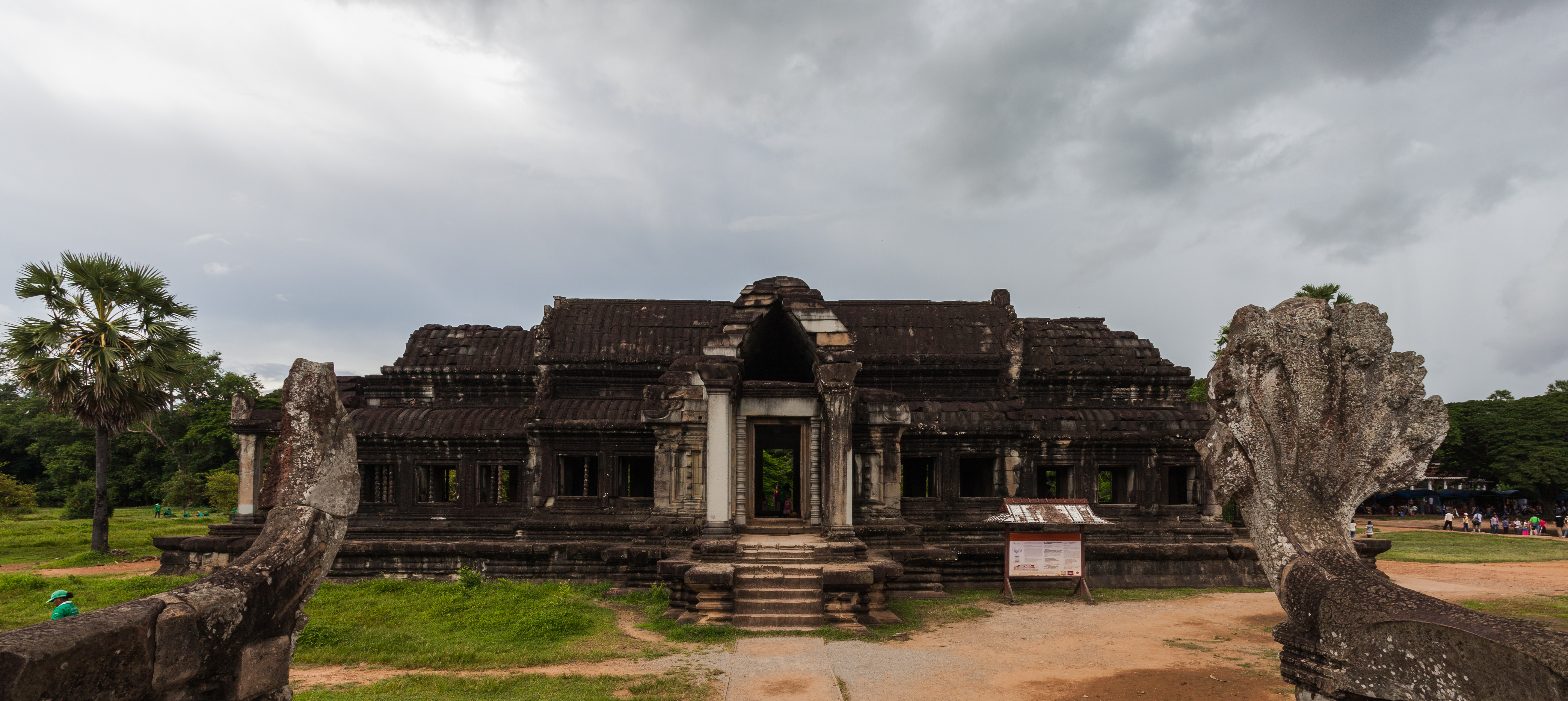
Nāgas frente a un templo en Angkor Wat.

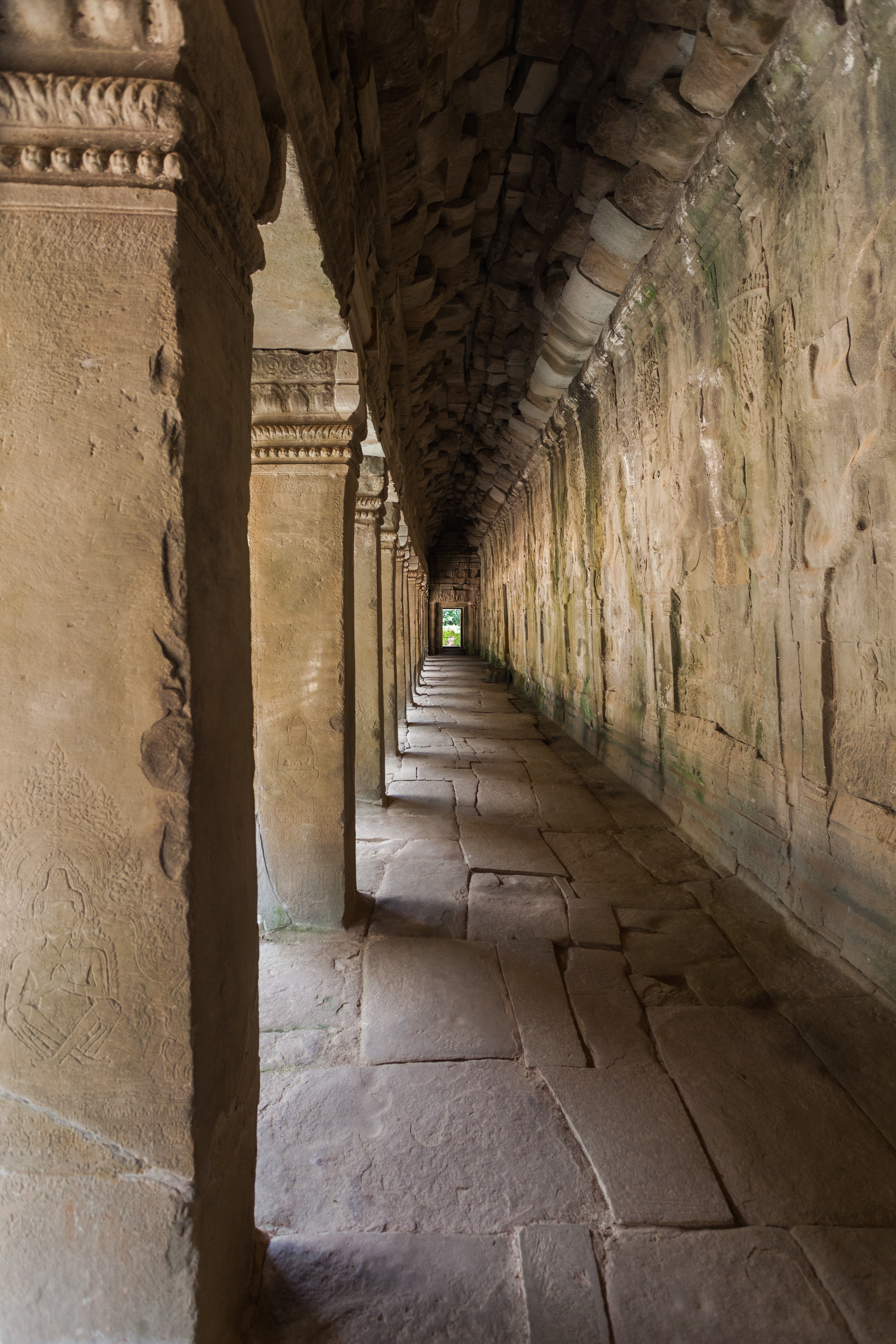
Pasillo en Ta Phrom.

Cuando se habla de arquitectura de Camboya, se hace referencia a la arquitectura Jemer, es decir, a las obras construidas durante el imperio Jemer (entre finales del siglo XII y principios del XIII).
El budismo y el hinduismo han tenido gran influencia en el arte decorativo de esta arquitectura. Una de sus características básicas es que se construye con madera, bambú o paja y piedras, por lo cual lo que permanece son los muros, caminos y templos, ya que otro tipo de construcciones no han sobrevivido al paso de los años.
Con la forma en que está tallado a partir del sólido baluarte, alcanza un máximo de 2,3 metros. Pero la forma general del templo es una punta afilada hacia arriba, en los cuatro lados del templo fueron tallados bajorrelieves que describen la vida humana en el más allá, la vida en el Reino de los Jemer de la época o la guerra con el vecino Champa.
Además, las formas de los símbolos tallados y los números también son comunes en las obras. Los templos por lo general tienen una puerta principal, también en el resto de la casa con tres puertas, pero también asumió justo, de dar sentido a la simetría en el templo. Las obras más famosas aquí son el templo de Bayón con 200 rostros de Avalokiteshvara (Avalokitesvara).
La arquitectura Jemer también influyó en la arquitectura de Tailandia y la arquitectura Champa en Vietnam.

## Línea cronológica
Los edificios del imperio Jemer y su decoración se clasifican en 3 periodos y estilos sucesivos.

### Periodo Pre-Angkor
Tres estilos sucesivos: de Sambor Prei Kuk (hasta 650), Prei Kmeng (hasta 700) y Kompong Preah (distrito de la actual provincia de Kompong Thom, Kompong significa "puerto o muelle", Thom significa "grande").

### Periodo de Angkor

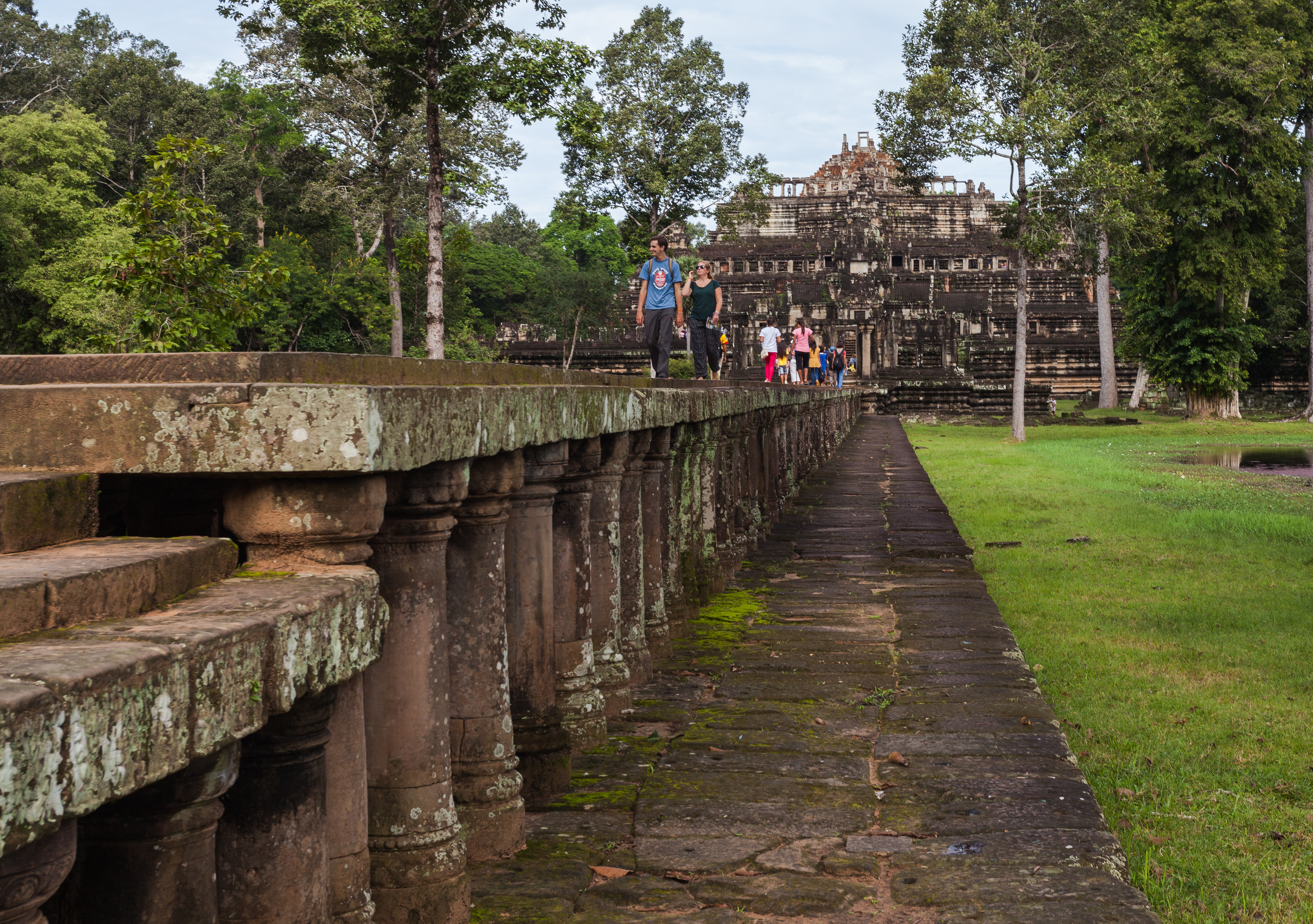
Baphuon.

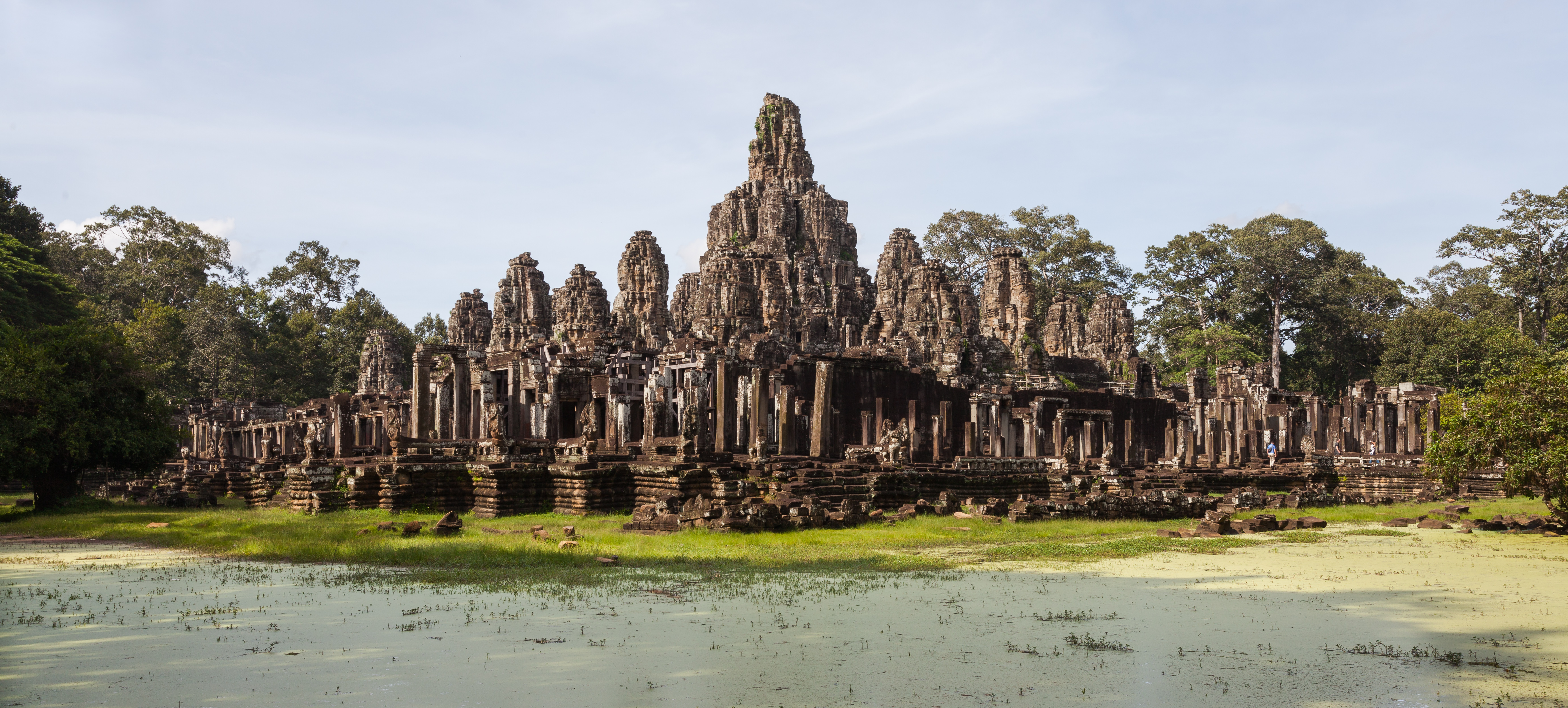
Bayón.

Comienza con el estilo de Kulen antes de despegar con el estilo de Bakheng templo-montaña en el lugar de Yasodharapura en el siglo X bajo Yasovarman.
Después de un interludio en el estilo de Koh Ker (hasta 945), seguirá el estilo de las RUP a continuación, paralelamente a la de Banteay Srei y Kleang en el siglo XI.
A lo largo del siglo XI el estilo Baphuon reinará hasta el advenimiento de Suryavarman II y la construcción de Angkor Wat.
Con la transición hacia el budismo viene el estilo de Bayón propagándose por Jayavarman VII en el año 1180.

### Era Post-Angkor
El estilo conocido como "post-Bayon" ha dejado esculturas, más inspiradas y más budistas con la disminución del hinduismo. Parece que la influencia del Budismo Theravada ha terminado la construcción de lujo inspirada en el hinduismo y llega a su tope en el budismo mahayana, los santuarios se reducen a las terrazas de piedra en la que están construidos con estructuras ligeras de madera y otros materiales perecederos.

## Tecnología

### Hidráulica

#### Baray
Acompañaron el crecimiento del poder de los Jemer a declinar y el abandono del sistema de riego desde el siglo XIII.
El Baray es un gran cuadrilátero de gran alcance, rectangular, con tamaños que van de 3,8 km de la Indratatāka Roluos y hasta 7 km para Baray en Angkor, perpendicular a la pendiente. La orientación de la Baray en general, respetó la eliminación de los monumentos religiosos del Oeste-Este, pero puede ser ligeramente sesgada para aprovechar la pendiente natural, por ejemplo, en Koh Ker o más en Preah Khan Kompong Svay. Estos objetivos se establecen por diques de tierra simple de 5 a 10 metros de altura, que consiste en llenar obtenidos por cavar dos zanjas interior y exterior.
El principal inconveniente de estas estructuras es que era difícil y doloroso en su construcción, en la que no se podía hacer sedimentación sostenible, limitando su funcionamiento a unas pocas decenas de años. La mayoría fueron sometidos a elevaciones sucesivas antes de ser abandonado por una nueva ubicación y una nueva desviación de los ríos que se alimentan de ellos.
Hubo al menos 3 Baray en Angkor: el Baray Oriental, el Baray occidental que se ha planteado en varias ocasiones, y Baray de Neak Pean y cada vez que los ríos fueron desviados a cumplir con estos embalses de riego (ríos Siem Reap Klok y O).

#### Srah

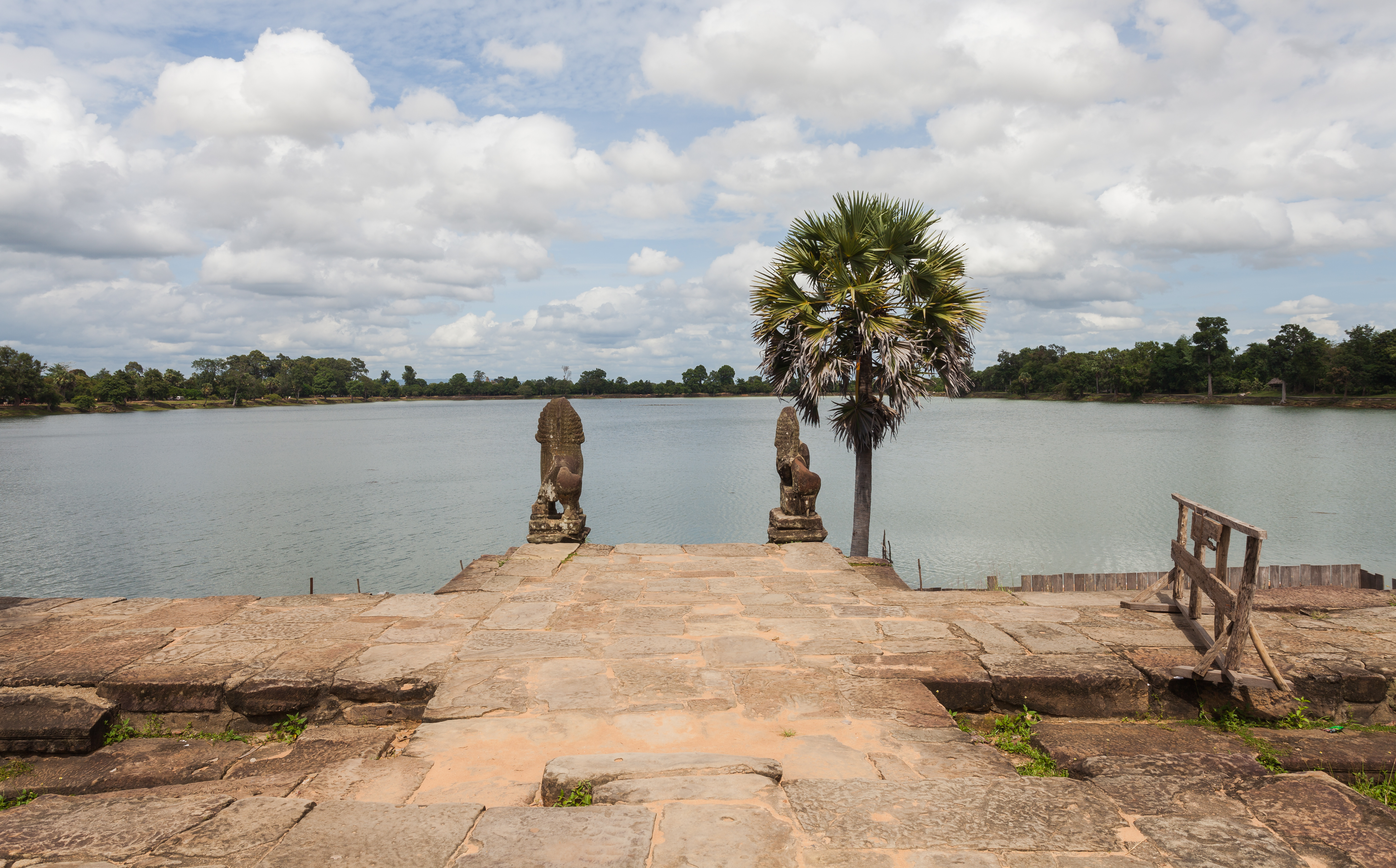
Srah Srang, Angkor.

Estanque artificial, por lo general más pequeño que un Baray (en tailandés, 'sa').

#### Edificios

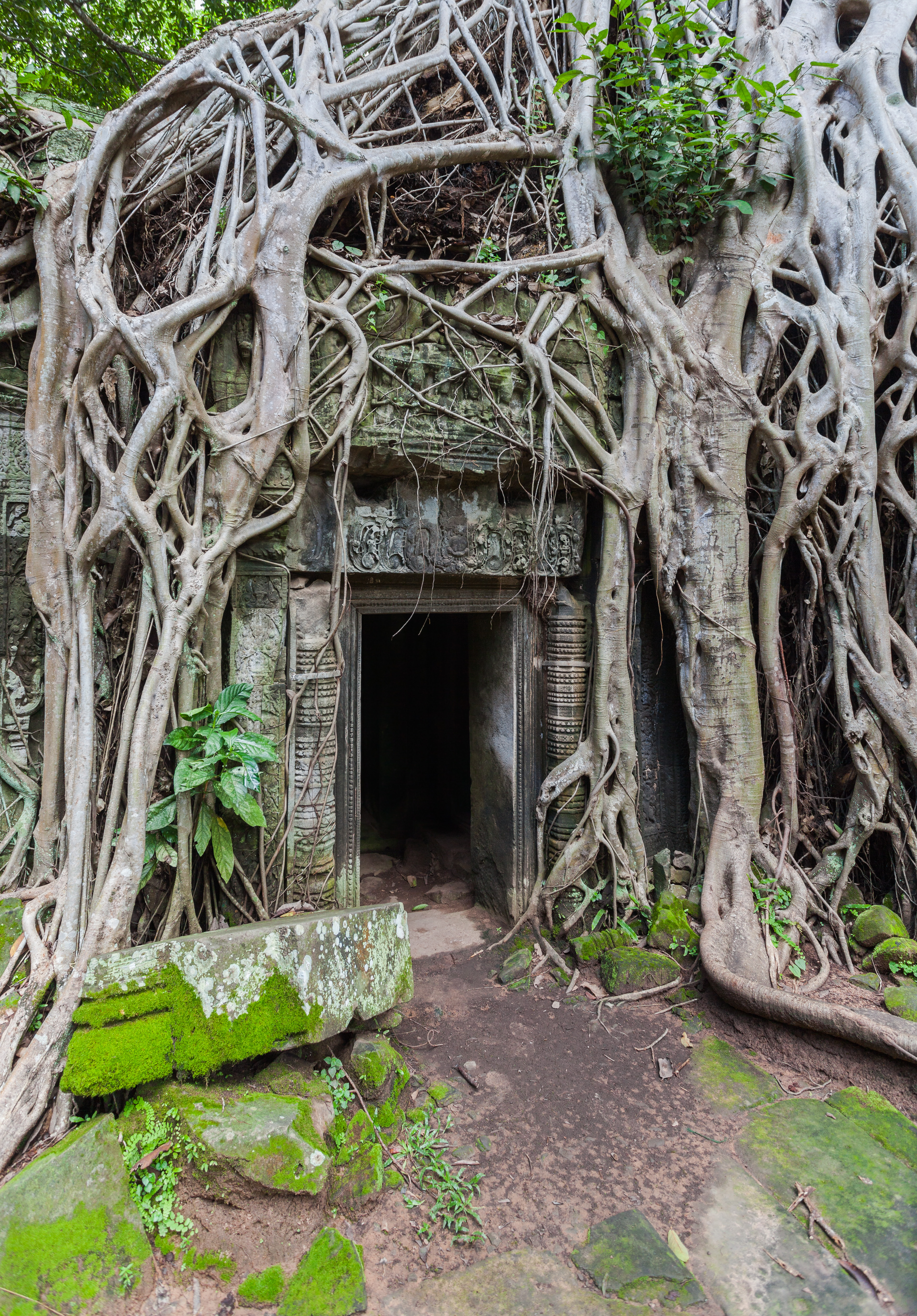
Puerta en Ta Phrom.

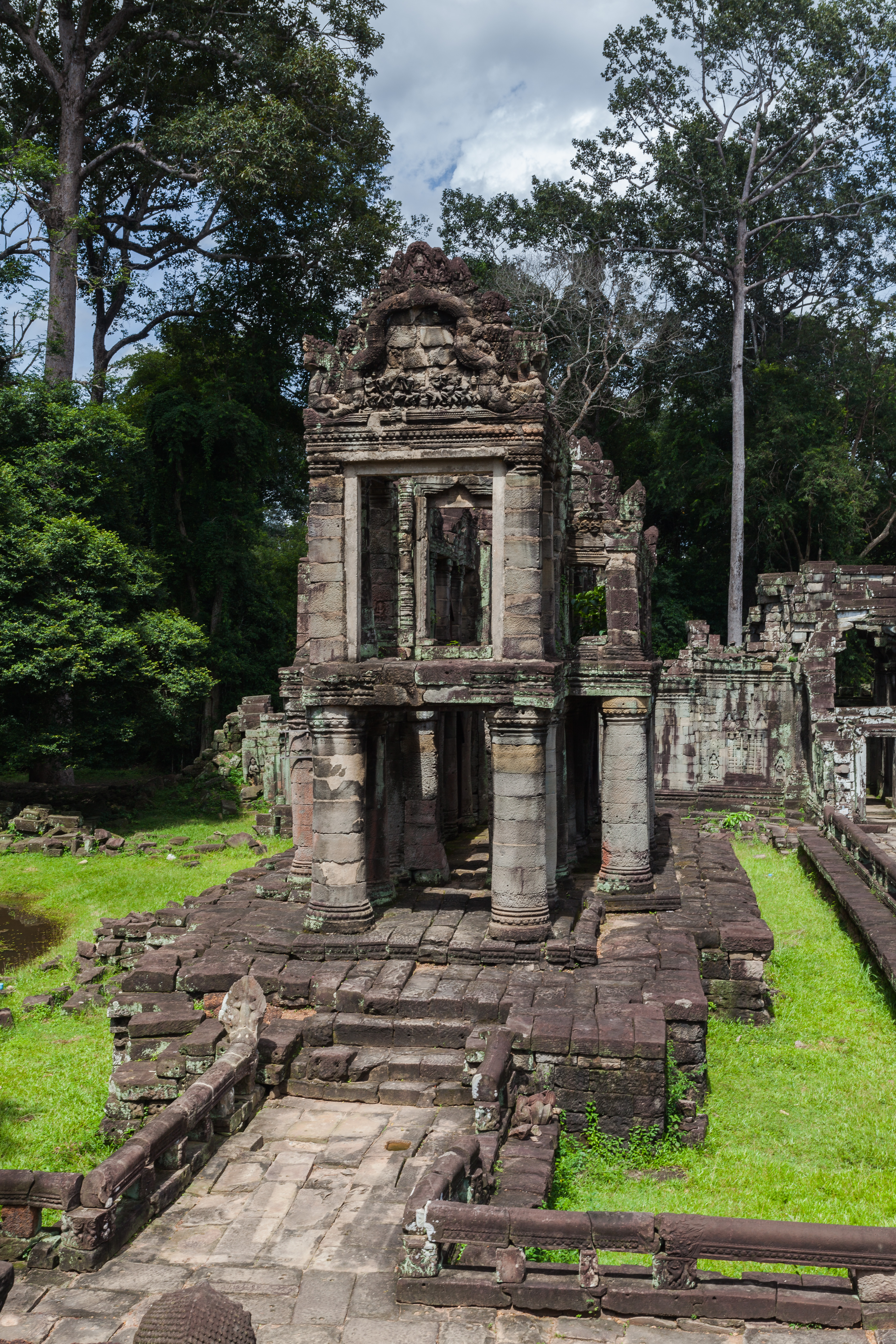
Edificio de dos plantas en Preh Khan de uso desconocido, quizás como granero.

Los edificios civiles, incluidos los palacios, estaban construidos con materiales perecederos, probablemente de madera, a menudo en las plataformas rodeadas de piedra.

#### Puentes

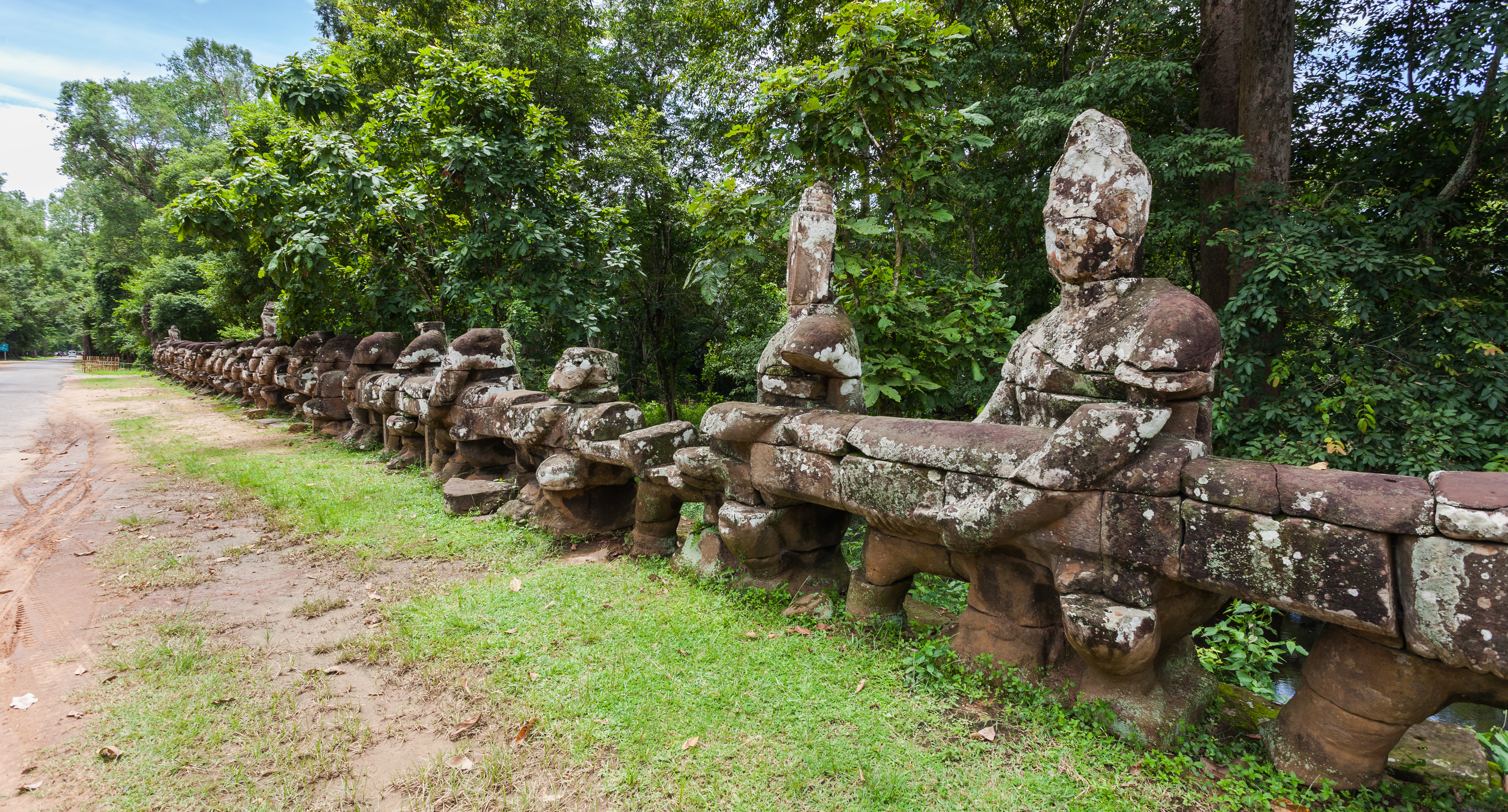
Garudas en el puente frente a la puerta este de Angkor Thom.

La construcción de caminos reales que culminó Javayarman VII exigían el desarrollo de numerosos puentes, casi todos a lo largo de las líneas de Spean Thma: bóvedas voladizas y por lo tanto más grande de células (1,5 m) arcos (1 m). Las barandas son serpientes Nāga acompañadas a menudo de garudas.
El más grande Spean Prap Tos sigue siendo visible en la carretera al este de Tonle Sap entre Siem Reap y Kompong Thom, con 64 metros de largo por 16 de ancho.

#### Elementos de monumentos
- Antarala

Corredor que une el mandapa garbhagrha
- Antefijas

Patrón de colocar en los techos o aleros de un edificio al final de una fila de baldosas o una proyección de un techo, por ejemplo para adornar o para ocultar.
- Ardhamandapa

Breve porche a la entrada de un mandapa.
- Arogayasala

Capilla, por lo general laterita, que formaba parte de un hospital.
- Bannalai o de la Biblioteca

Estuvo de acuerdo para nombrar edificios que se encuentran en casi todos los oradores al aire libre de los templos Jemer. A menudo, en pares, a ambos lados de la ruta hacia el este hasta el segundo orador. Su apertura es hacia el oeste, es decir, hacia el santuario central.

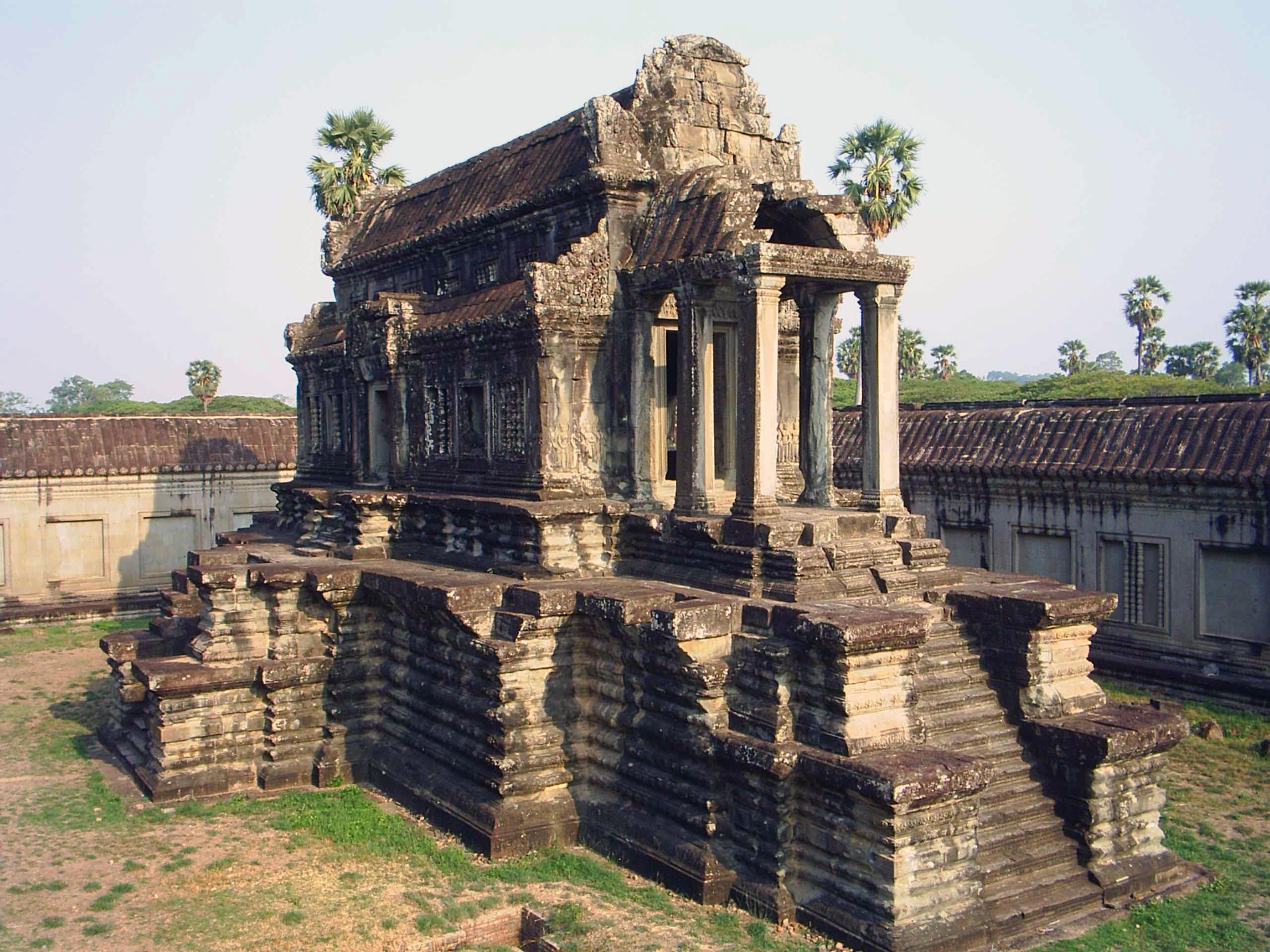
Bibliotecas de Angkor Wat abierta tanto a Oriente como a Occidente.

Su planta es rectangular, a menudo con un falso piso, la abertura está precedida por un organismo preliminar. No tienen ventanas y solo pequeños espacios, como los agujeros de aire que dan un poco de luz.
Hay pocas pruebas para comprobar su destino, solo un nombre que se encuentra en pustakâṣramah Prasat Khna parece dar crédito a la hipótesis de la biblioteca.
- Banteay

Palabra Jemer para ciudadela, probablemente del sánscrito pandaya (fortaleza).
- Dharmasala o escala

Dharmasala o literalmente fuego de la casa. Los caminos de la era del reino Jemer, como el camino real de Angkor y Phimai, estaban salpicados de estos edificios, que fueron acompañados probablemente por albergue para peregrinos. Eran, probablemente, el santuario de los refugios, donde se mantuvo un fuego para el uso de los peregrinos. Muchos están aislados a lo largo de las antiguas rutas, pero algunas están construidas en la pared exterior de un templo, como en Preah Khan de Angkor. Estos Dharmasala se localizaron quince kilómetros unos de otros, que correspondía a un día de caminata.
- Garbhagrha

Habitación interior de un santuario jemer, literalmente: "útero"
- Gopura (acceso al edificio)

Para entrar en las paredes de los templos sucesivos, pabellones cruz de planta cruciforme generalmente cubiertos con una o tres vueltas, siempre en medio de un lado y orientados hacia los puntos cardinales, el Gopura.
- Ku

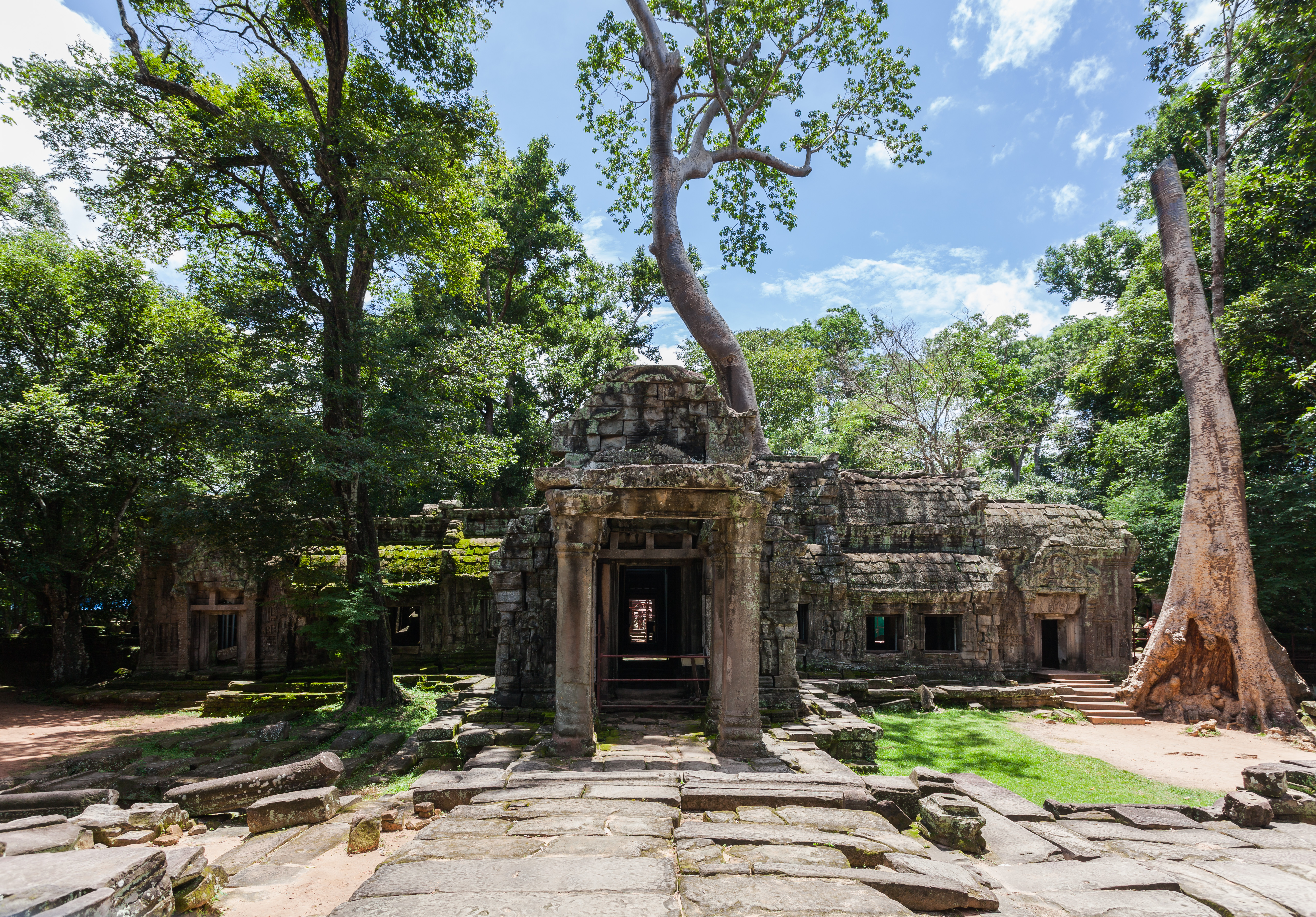
Ejemplo de Gopura en Ta Prohm.

Pequeña torre parcialmente hueco. (Compárese con Prasat y Prang)
- Mandapa

Antesala o santuario principal.
- Phnom

Colina, montaña.
- Prali

Cresta de un tejado
- Contra choque

El prang central, es la construcción sobre garbhaghra.
- Prasat (torre sanctum)

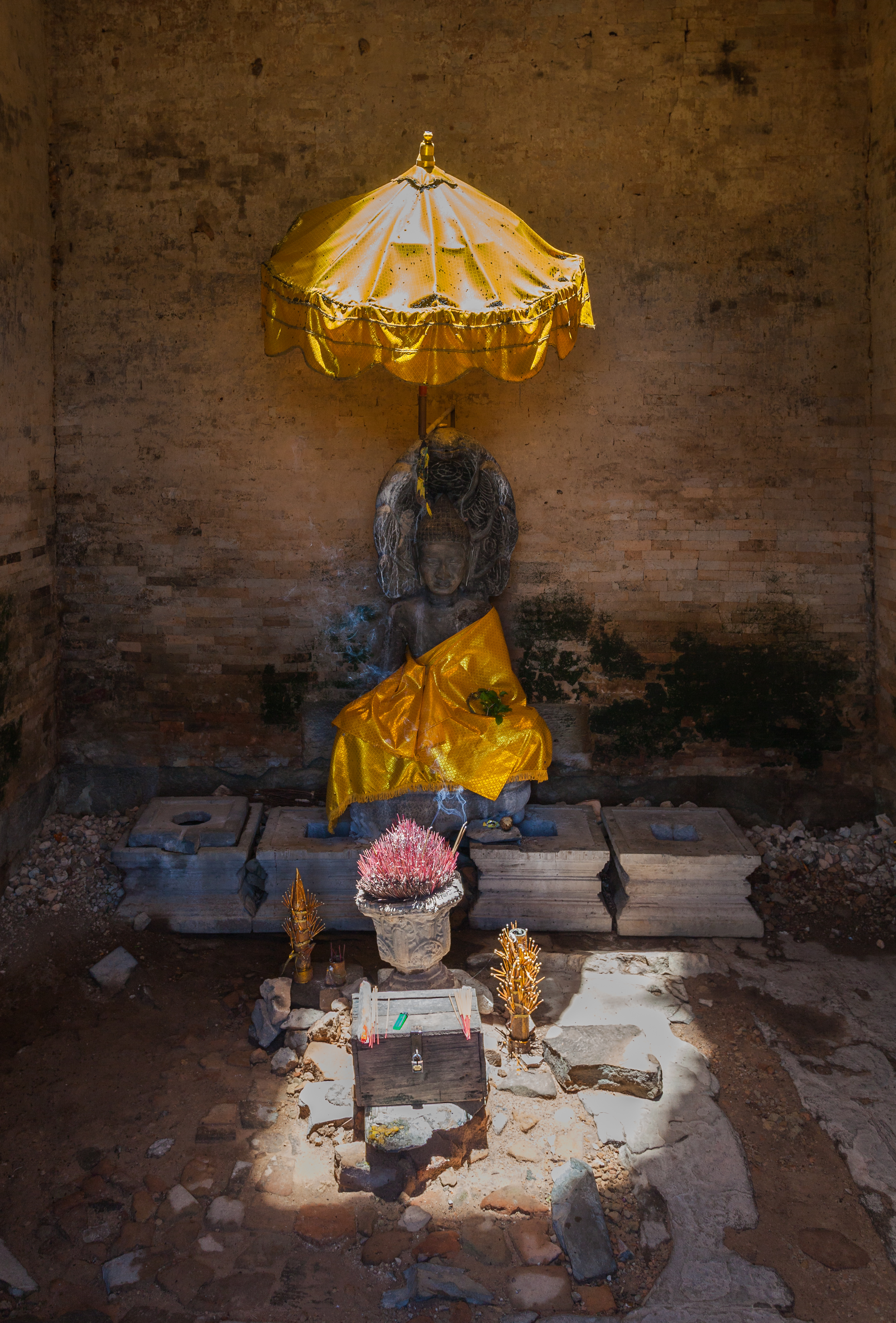
Interior de un Prasat en Mebon Oriental.

Este es uno de los elementos distintivos de la arquitectura jemer, inspirado en el inicio de los santuarios de la India. Las casas Prasat tienen un santuario, una sala pequeña donde se encuentra el ídolo.
- Preah

"Sacred" en jemer, viene del sánscrito "Brah" en tailandés "Phra". Por ejemplo Preah Vihear (jemer), Prasat Phra Viharn (Tailandia).
- Sala

Sala de descanso
- Habitación para bailarines

Algunos templos (como Preah Khan de Angkor o Mealea Beng) contienen habitaciones decoradas con frisos de bailarines sagrados o Apsaras.
- Somasutra

Conducto para drenar el agua bendita para lavar las estatuas dentro de los edificios
- Vihara

Palabra en sánscrito para referirse a un templo, de planta rectangular, destinado a albergar una estatua de Buda (Viharn tailandés, Preah en jemer)

## Materiales

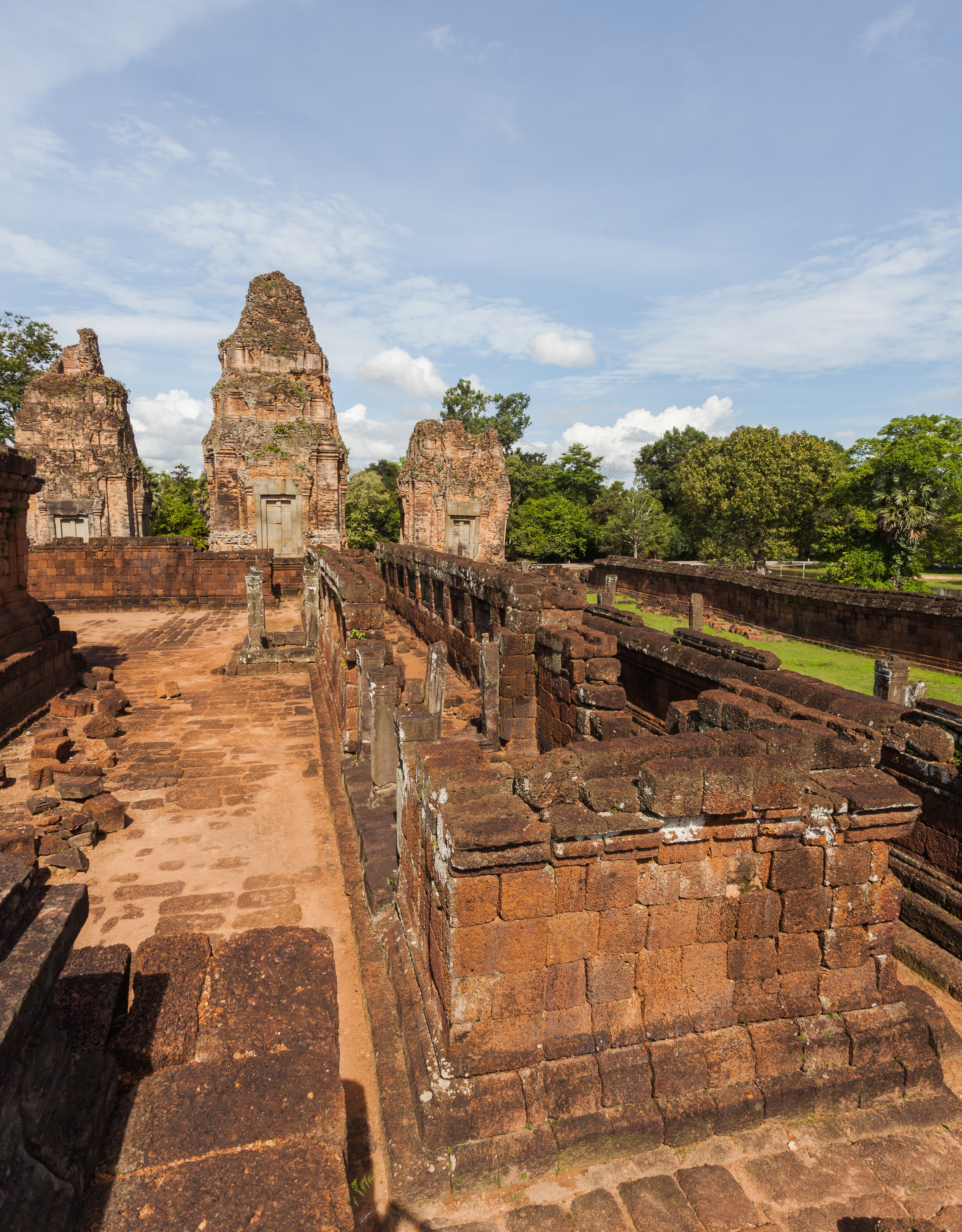
Vista de Pre Rup, construida principalmente a base de laterita.

Los constructores de Angkor utilizan ladrillo, piedra arenisca, laterita y la madera como sus materiales. Las ruinas que quedan son de ladrillo, gres y laterita, los elementos de madera que están en descomposición y otros procesos destructivos.

### Ladrillo
Los primeros templos de Angkor fueron fabricados principalmente con ladrillo. Buenos ejemplos son las torres del templo de Preah Ko, Lolei y Bakong en Hariharalaya. Las decoraciones fueron talladas por lo general en un estuco aplicado al ladrillo, en lugar de en el propio ladrillo.
El estado vecino de Angkor, Champa fue también el hogar de numerosos templos de ladrillo que son similares en estilo a los de Angkor. Una historia habla de Cham el momento en que los dos países establecieron un conflicto armado por medio de un concurso de creación de la torre propuesta por el rey Cham Po Klaung Garai. Mientras que el rey Jemer construyó una torre de ladrillo estándar, Po Klaung Garai dirigió a su pueblo para construir una réplica impresionante de papel y madera. Al final, la réplica de Cham fue más impresionante que la torre de ladrillo real de los Jemer, y los Cham ganaron el concurso.

### Arenisca
La piedra arenisca solo se utiliza por los constructores de Angkor, y se obtiene de las montañas Kulen. Desde su obtención era considerablemente más cara que el de ladrillo, la piedra arenisca poco a poco se empezó a usar, y al principio se utilizó para particulares como marcos de puertas.  El templo del siglo X de Ta Keo es el primer templo de Angkor en ser construido, más o menos completamente en piedra arenisca.

### Laterita
Los constructores de Angkor utilizan laterita, una arcilla que es suave cuando se retiran del terreno, pero que se endurece cuando se expone al sol, para las fundaciones y otras partes ocultas de los edificios. Debido a que la superficie de laterita es desigual, no era adecuada para tallas decorativas, a menos que primero sea vestida con estuco. La laterita se utiliza más comúnmente en las provincias de Jemer en Angkor.

## Vivienda

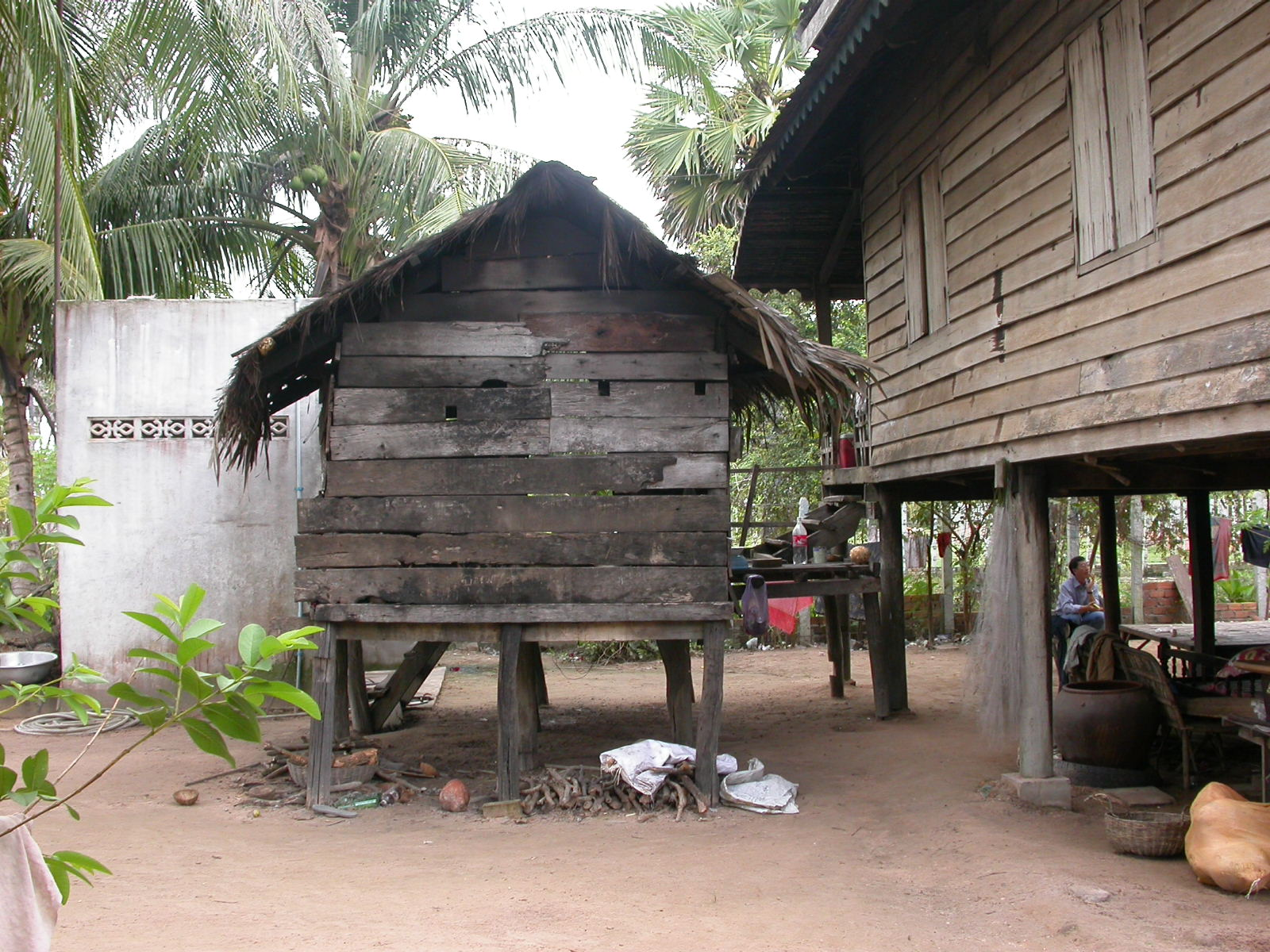
Casa tradicional Camboyana.

El núcleo familiar, en zonas rurales de Camboya, por lo general vive en una casa rectangular que puede variar en tamaño de cuatro por seis metros y seis por diez metros. Está construido con un marco de madera con techo de paja a dos aguas y paredes de bambú tejido. Las casas Jemer normalmente se levantan en zancos hasta tres metros para la protección contra las inundaciones anuales. Dos escaleras de madera facilitan el acceso a la casa. El techo de paja y las paredes de la casa protegen el interior de la lluvia. Normalmente una casa contiene tres habitaciones separadas por tabiques de tejido de bambú. La sala de estar sirve como una sala de estar usado para recibir a los visitantes, en la habitación de al lado está el dormitorio de los padres, y el tercero es para las hijas solteras. Los Hijos duermen en cualquier parte que puedan encontrar. Los familiares y vecinos trabajan juntos para construir la casa, y una ceremonia de la casa de sensibilización se lleva a cabo después de su terminación. Las casas de las personas más pobres solo pueden contener una sola habitación grande. La comida se prepara en una cocina independiente situada cerca de la casa pero por lo general detrás de ella. WC consisten en fosas simples en el terreno, que se encuentran lejos de la casa, que están cubiertos hasta cuando se llena. Cualquier animal se mantiene por debajo de la casa.
Las casas chinas y vietnamitas de Camboya en la ciudad y las aldeas generalmente se construyen directamente sobre el terreno y son de barro, cemento, o pisos de azulejo, dependiendo de la situación económica del propietario. Los edificios urbanos y comerciales de vivienda pueden ser de ladrillo, mampostería o madera.